# Modest Ilitx Txaikovski
Modest Ilitx Txaikovski, en rus: Модест Ильич Чайковский, (Alapàievsk, 13 de maig de 1850 – Moscou, 15 de gener de 1916) va ser un dramaturg, llibretista d'òpera i traductor rus.

## Biografia
Modest era germà bessó d'Anatoli i germà menor del compositor Piotr Ilitx Txaikovski. Es va graduar a l'Escola Imperial de Jurisprudència amb una llicenciatura en Dret. En 1876, Modest va ser el tutor d'un noi sordmut anomenat Nikolai ('Kolia') Guérmanovitx Konradi (1868-1922) i, usant un mètode d'ensenyament especial, el va ajudar a parlar, escriure i llegir.
Modest va decidir dedicar tota la seva vida a la literatura i la música. Va escriure obres per a teatre, va traduir sonets de Shakespeare al rus i va escriure llibrets per a les òperes del seu germà, així com per a altres compositors com Eduard Nápravník, Arseni Koresxenko, Anton Arenski i Serguei Rakhmàninov. Va ser l'amic més proper del seu germà, el seu primer biògraf i el fundador d'un museu dedicat al compositor anomenat Museu Txaikovski, a la ciutat de Klin.
Com el seu germà Piotr, ell també era homosexual.

## Obres
- Predrassudki (Предрассудки – Prejuicios)
- Simfóniya (Симфония – Simfonia)
- Den' v Peterburge (День в Петербурге – Dia en Sant Petersburg)

## Llibrets d'òpera
- La dama de piques (Пиковая дама - Píkovaya dama), música de Piotr Ilitx Txaikovski, Op. 68, 1890 (estrena: 19 de desembre de 1890, Sant Petersburg).

- Iolanta (Иоланта – Iolanthe), basat en l'obra danesa Kong Renés Datte (La filla del Rei René) de Henrik Hertz. L'obra va ser traduïda per Fiódor Miller i adaptada per Vladímir Rafaílovitx Zótov, música de Piotr Ilitx Txaikovski, Op. 69, 1891 (estrena: 1892, Teatre Mariïnski, Sant Petersburg).

- Dubrowski (Дубровский), música de Eduard Nápravník, (estrena: 15 de gener de 1895, Teatre Mariïnski, Sant Petersburg).

- Ledianói dom (Ледяной дом), música d'Arseni Koreshchenko, (estrena: 20 de novembre de 1900, Moscou).

- Nal' i Damaianti (Наль и Дамаянти), basat en les epopeies Majabharata, música d'Anton Arenski, (estrena: 22 de gener de 1904, Moscou).

- Francesca da Rimini (Франческа да Римини) a partir de la historia de la heroïna Francesca da Rimini, del cinquè cant del poema èpic de Dante Inferno (la primera part de la Divina Comèdia), música de Serguei Rakhmàninov, Op. 25 (composta el 1904, estrena: 24 de gener de 1906, Teatre Bolxoi, Moscou).